# 我一伸手抱住我
《我一伸手抱住我》是香港組合SENZA A Cappella的第二個原創單曲，於2020年6月8日發行，其後收錄於他的個人首張細碟《Circle of Fifths (專輯)》，並演唱於《Circle of Fifths》和《無》演唱會。歌曲的原意是不止是安慰，亦想提醒聽眾應認自己的脆弱和難過，要真誠面對自己。此歌大獲好評，很多聽眾都因為此歌而重拾自己，成為SENZA A Cappella一首比較出名的歌曲。

## 創作背景
2020年，因為疫情的出現，以及生活、社會上的壓力，令到有時候，連自己也討厭自己，每當懷疑人生時，想到自己每天如常地工作、上班、下班、睡覺、起牀、逐步邁向死亡。每日重複的畫面和戲碼，使人們活得像西西弗斯，每天睜開眼，都要將石頭推到峭壁之巔，但每次都會被硬生壓扁。這些因素都令香港人的情緒變得不穩定，包括SENZA A Cappella自己，很多東西同時壓抑在自己身上，所以SENZA A Cappella決定製造一首能安撫自己的情緒的歌。

## 詞曲
人往往以各種方法去迴避自己的感受，以及拒絕承認自己的脆弱和難過，但這樣做除了不會解決現身的問題，反而只會引申更多不能被處理的難題。常常聽別人說：「改變不了現況，就改變心態」，但這說法並非一個合理的解決方案。這首歌不是強求聽眾應保持樂觀或開心的心態，而是容許自己有不開心的時間。提醒我們應真誠面對自己，細心傾聽自己內心的聲音，就像歌詞裏的「我」，一步一步訴說自己的想法，以及刻劃自己的感受。有了這擁抱，才能攝取能量，繼續撐下去；有了這擁抱，才能獲得走出陰霾的最佳動力。有光便也會有影，我們為實現更美麗的世界而盡心盡力，同時也需要學習接納。
SENZA A Cappella在此歌的人聲給聽眾一個十分治癒的效果，利用最溫婉的聲帶共振，撫平聽眾的情緒。
歌曲尤其開頭部分的歌詞和唱法都放入大量負面的情緒，目的是想告訴聽眾他們完全明白聽眾的心思和近況，副歌則提醒聽眾們應真誠面對自己，細心傾聽自己內心的聲音，以協助聽眾抒發心情，走出陰霾。

## 製作
歌曲由馮穎琪作曲，周耀輝填詞，Miri Leung和Peace Lo編曲和SENZA A Cappella監製。
音樂錄像：
- 演出：Karchi
- 導演：Miri Leung
- 攝影指導：Cheung Ho Lam@Origame
- 攝影助理：Peace Lo
- 美術設計：Miri Leung
- 插畫師：含蓄 Humchuk
- 動畫製作：Peace Lo
- 剪接師：Miri Leung

## 歌曲成績
| 派台歌曲成績（五台） | 派台歌曲成績（五台） | 派台歌曲成績（五台） | 派台歌曲成績（五台） | 派台歌曲成績（五台） | 派台歌曲成績（五台） | 派台歌曲成績（五台） |
| -------------------- | -------------------- | -------------------- | -------------------- | -------------------- | -------------------- | -------------------- |
| 唱片                 | 曲目                 | 903                  | RTHK                 | 997                  | TVB                  | ViuTV                |
| 2020年               |                      |                      |                      |                      |                      |                      |
| Circle of Fifths     | 我一伸手抱住我       | 18                   | -                    | -                    | ×                    | -                    |

- （*）上榜中
- （-）未能上榜
- （×）沒有派往該台
- （(1)）兩週冠軍